# ويليام كوتور
ويليام كوتور هو ناقد موسيقي وملحن كندي، ولد في 23 أكتوبر 1851 في مونتريال في كندا، وتوفي بنفس المكان في 15 يناير 1915.

## وصلات خارجية
- ويليام كوتور على موقع ميوزك برينز (الإنجليزية)